# Кралете на пътя
„Кралете на пътя“ (на английски: Kings of the Road) е западногермански филм драма от 1976 година, режисирана от Вим Вендерс, с участието на Рюдигер Фоглер и Ханс Цишлер. Оригиналното име на филма е „С течение на времето“ (на немски: Im Lauf der Zeit).

## Сюжет
Филмът е последният от пътна филмова трилогия „Алис в градовете“ и „Фалшиво движение“. Той е многопластова, понякога скандална скица и е ключа на чистото кино. Черно-белият ескис, мъглявината над прозрачни предмети, разпръснати в суровите сенки, липсата на вътрешно мотивиран сюжет и изобилие от асоциации, придружени от класически рок, прибавят неочаквано прозрачна притча, чувството за плавност във времето. Този път Рюдигер Фоглер играе прожекционер, който се движи с камиона си по границата на ГДР, за да сподели черно-бялото си филмово богатство и да се срещне с истинския живот.

## В ролите
| Актьор         | Роля                     |
| -------------- | ------------------------ |
| Рюдигер Фоглер | Бруно Винтер             |
| Ханс Цишлер    | Роберт Ландер            |
| Лиза Крейцер   | Полина, касирерка        |
| Рудолф Шюндлер | Бащата на Роберта Ландер |

## Награди и Номинации
- 1976 Награда ФИПРЕСИ на Филмовия фестивал в Кан.